# Justin Henry
Justin Henry (Rye, 25 mei 1971) is een Amerikaans acteur en voormalig kindster. Hij werd in 1980 genomineerd voor zowel een Academy Award als twee Golden Globes ('beste bijrolspeler' en 'beste nieuwkomer') voor het spelen van zoontje Billy Kramer in de boekverfilming Kramer vs. Kramer. Hiervoor won Henry daadwerkelijk een Premi David di Donatello. Hij was ten tijde van de Oscaruitreiking in 1980 acht jaar oud.
Na zijn debuut in Kramer vs. Kramer speelde Henry in meer dan tien andere films, maar kon hij van het acteren nooit echt zijn vaste baan maken. Na Sweet Hearts Dance nam hij een tijd pauze om psychologie te gaan studeren aan het Skidmore College in New York, waar hij in 1993 zijn BA haalde. Henry keerde vervolgens terug in de acteerwereld en duikt sindsdien bij tijd en wijle op in films en televisieseries, maar werkt sinds 2000 hoofdzakelijk in het toepassen van nieuwe media.

## Filmografie
*Exclusief televisiefilms
- The Junior Defenders (2007)
- Lost (2004)
- Finding Home (2003)
- My Dinner with Jimi (2003)
- Not Afraid to Say... (1999)
- Locals (1998)
- Groupies (1997)
- Sweet Hearts Dance (1988)
- Double Negative (1985)
- Sixteen Candles (1984)
- Martin's Day (1985)
- Kramer vs. Kramer (1979)

- Bibliothèque nationale de France: cb14052788d (data)
- Gemeinsame Normdatei: 1280761156
- International Standard Name Identifier: 0000 0001 1946 6845
- Library of Congress Control Number: no97069773
- Nationale Bibliotheek van Tsjechië: xx0159199
- Nationale Bibliotheek van Israël: 987007604978905171
- Virtual International Authority File: 12508664
- WorldCat: E39PBJcgrCgF8ph8gHFGrhmTpP